# Aklak Air
Aklak Air — канадська авіакомпанія місцевого значення зі штаб-квартирою в місті Інувік (Північно-Західні території), яка виконує чартерні і регулярні сезонні рейси з аеропортів західної арктичній частині країни. Порт приписки — Аеропорт Інувік імені Майка Зубко.

## Історія
Авіакомпанія Aklak Air була заснована в 1977 році і почала операційну діяльність рік. У червні 1994 року два авіаперевізника Aklak Air і Kenn Borek Air створили спільну компанію, під егідою якої Aklak Air в разі необхідності могла отримувати контроль за повітряним флотом свого партнера.
Aklak Air знаходиться у власності комерційної корпорації «Inuvialuit Joint Venture Company».

## Маршрутна мережа
Маршрутна мережа регулярних перевезень Aklak Air в листопаді 2006 року включала наступні населені пункти Канади,:
- Аклавік (чартер)
- Форт Макферсон (на час закриття зимової автодороги)
- Інувік
- Норман-Уелс
- Полатук
- Сакс-Харбор
- Тактояктук (чартер)
- Улукхакток

## Флот

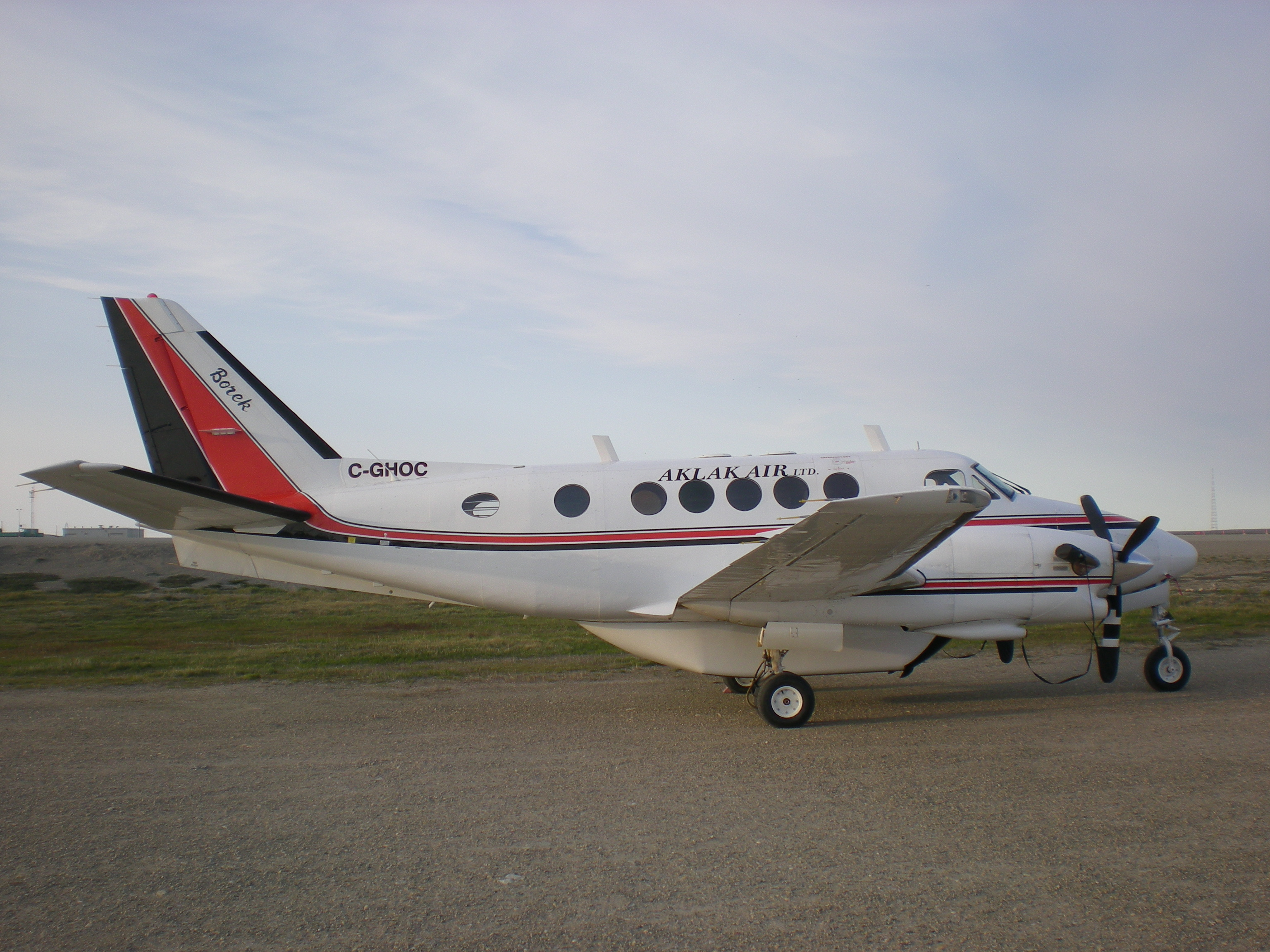
Beechcraft King Air (Model 100) авіакомпанії Aklak Air в аеропорту Кеймбрідж-Бей

Станом на 2008 рік повітряний флот авіакомпанії Aklak Air становили такі літаки:
- De Havilland Canada DHC-6 Twin Otter Series 300 — 1 одиниця.

Інші лайнери належать компанії Kenn Borek Air Ltd.:
- Beechcraft King Air (серія 90)
- Beechcraft Model 99
- Beechcraft King Air (Model 100)
- Beechcraft Super King Air
- Embraer EMB 110 Bandeirante — 2 одиниці.